# Alan Solem

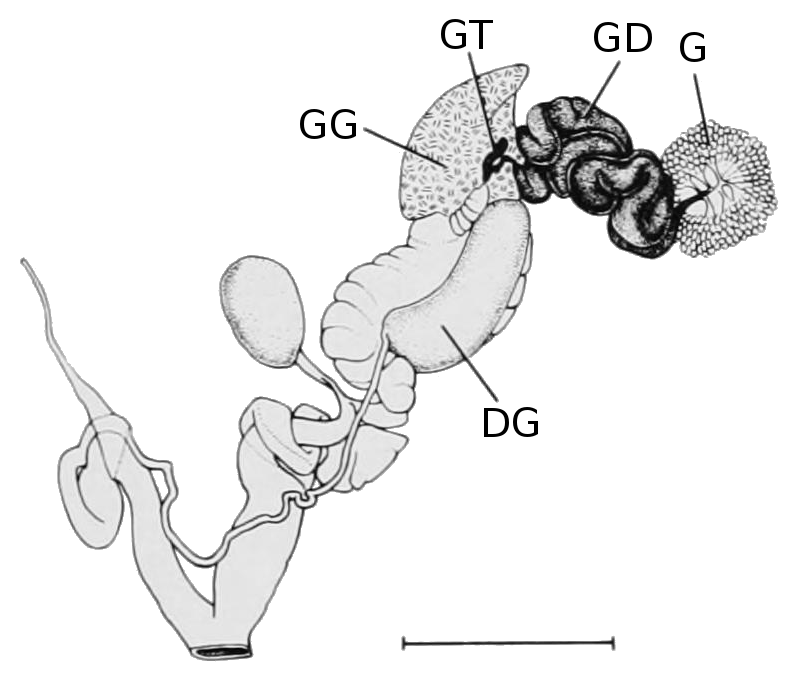
Anatomia do sistema reprodutivo de um molusco

Alan Solem, George Alan Solem (21 de junho de 1931 – 26 de março de 1990) foi um malacologista e biólogo americano que estudou os moluscos. 

## Táxons descritos por Solem
- Aslintesta Solem,1992
- Caperantrum Solem,1997
- Carinotrachia Solem,1985
- Cooperconcha Solem,1992
- Cristilabrum Solem,1981
- Falspleuroxia Solem,1997
- Kendrickia Solem,1985
- Melostrachia Solem,1979
- Mesodontrachia Solem,1985
- Micromelon Solem,1992
- Minimelon Solem,1993
- Montanomelon Solem,1993
- Mouldingia Solem,1984
- Ningbingia Solem,1981
- Ordtrachia Solem,1984
- Promonturconchum Solem,1997
- Prototrachia Solem,1984
- Prymnbriareus Solem,1981
- Pseudcupedora Solem,1992
- Retroterra Solem,1985
- Strepsitaurus Solem,1997
- Tatemelon Solem,1993
- Turgenitubulus Solem,1981